# Schienenverkehr in der Zentralafrikanischen Republik
Der Schienenverkehr in der Zentralafrikanischen Republik beschränkte sich auf eine nicht mehr betriebene kurze Bahnstrecke und ein Bahnprojekt, das nicht umgesetzt wurde.

## Historische Bahn
Die einzige Bahnstrecke, die auf dem Gebiet der heutigen Zentralafrikanischen Republik betrieben wurde, führte von Zinga nach Mongo. Sie hatte nur eine Streckenlänge von 7,5 km und war von 1930 bis 1962 in Betrieb, nachdem der Bau eines 1949 begonnenen 2,5 m tiefen Kanals zur Umschiffung der Stromschnellen vollendet war. Es handelte sich um eine Schmalspurbahn der Spurweite 600 mm. Betreiber war die Compagnie Générale de Transport en Afrique Equatoriale.

### Rollmaterial
Zwei Quellen nennen das Rollmaterial dieser kurzen Bahnlinie:
- O&K 0-4-0T N°. 020
- O&K 0-6-2T N°. 031
- ex-HFB 0-8-0T N°. 040
- ex-USATC Baldwin 2-6-2T N°. 131.[3]
- zwei Diesellokomotiven ab 1954[1]

## Ehemaliges Bahnprojekt
Während der Phase der Autonomie der Zentralafrikanischen Republik innerhalb der Französischen Gemeinschaft gab es um 1958 Planungen zu einer Eisenbahnstrecke über etwa 870 km von Bangui nach Fort Lamy (heute: N’Djamena) im Tschad. Das Projekt wurde nach der Unabhängigkeit aufgegeben.